# Dodekaorton
Il termine greco Dodekaorton (Δωδεκαόρθον) designa le dodici festività più importanti dell'anno liturgico cristiano ortodosso. Esse sono:
1. L'Annunciazione
2. La Natività
3. L'Epifania
4. La Candelora
5. La Trasfigurazione
6. L'Ingresso a Gerusalemme
7. La Resurrezione di Lazzaro
8. La Crocifissione
9. La Resurrezione
10. L'Ascensione
11. La Dormizione di Maria
12. La Pentecoste.

Si dividono in feste a data fissa e feste a data variabile (calcolate in rapporto alla Pasqua).
Una seconda divisione è tra le feste dedicate a Maria e quelle dedicate a Cristo.
Ogni festività è rappresentata da un'immagine (icona) codificata secondo l'interpretazione delle Sacre Scritture. Nel giorno della celebrazione l'icona corrispondente viene posta in un leggio nel centro della chiesa.